# 凤凰大街站
凤凰大街站位于中国四川省成都市温江区，是成都地铁4号线的地下车站。

## 车站概要
本站位于光华大道三段与凤凰北大街、凤凰南大街路口，沿光华大道三段呈东西向布置，于2017年6月2日启用。因临近凤凰大街而得名。

## 车站构造
本站为地下二层双跨11米岛式站台车站，标准段宽19.9米，扩大段宽23.6米，共设有5个出站口，两个风亭和一个冷却塔。
| 地面      |                                | 出入口                       |  |
| 地下 一层 | 站厅层                         | 安检、售票机、站内商店       |  |
| 地下 二层 |                                | 4号线列车往万盛方向 （涌泉） |  |
| 地下 二层 | 岛式站台，左边车门将会开启     |                              |  |
| 地下 二层 | 4号线列车往西河方向 （马厂坝） |                              |  |

## 内装与公共艺术
温江区是中国的重要的花卉基地之一，具有“花木之都”的美誉。位于温江区的马厂坝站、凤凰大街站、涌泉站、南熏大道站、杨柳河站站台装饰以体现花木文化为主。
凤凰大街站以海棠花为主题。
海棠是蔷薇科的灌木或小乔木，为中国著名观赏树种，是温江区代表性花卉之一。海棠花姿潇洒，花开似锦，自古以来是雅俗共赏的名花，有“花中神仙”之称，“国艳”之誉，“猩红鹦绿极天巧，叠萼重跗眩朝日”——历代文人多有等脍炙人口的诗句赞赏海棠。

## 出入口信息
本站目前开放4个出入口。
| 出口编号     | 设施         | 地点         | 可到达目的地                                |
| ------------ | ------------ | ------------ | ------------------------------------------- |
|              |              |              |                                             |
|              |              | 凤凰北大街   | 建信奥林匹克花园                            |
| 出口 · C · 2 |              | 光华大道三段 | 建信奥林匹克安全文化广场                    |
| 出口 · C · 3 | 无障碍卫生间 | 光华大道三段 | 湟普国际·湟座、启文幼儿园、成都七中实验学校 |
| 出口 · D     | 无障碍电梯   | 光华大道三段 | 香瑞湖花园                                  |

## 公交配套
309路；319路；347路；347A路；771路；772路；904路；W21路；W28路；W36路

## 大事记
- 2014年8月5日，启动主体结构施工[2]；
- 2015年1月9日，完成主体结构施工[3]；
- 2017年6月2日，车站正式启用[1]。